# Akebia quinata
Akebia quinata (Houtt.) Decne., 1839, comunemente nota come akebia a cinque punte, è una pianta rampicante appartenente alla famiglia delle Lardizabalaceae, originaria di Cina, Corea e Giappone. Nel suo habitat naturale si trova spesso sulle colline, nelle siepi, sugli alberi, lungo i margini delle foreste e dei ruscelli e sui pendii montuosi.

## Descrizione
La pianta è un rampicante pollonifero vigoroso a foglie decidue (in climi freddi), raggiunge altezze di 8 - 10 metri, arrampicandosi su rupi, alberi o fabbricati.

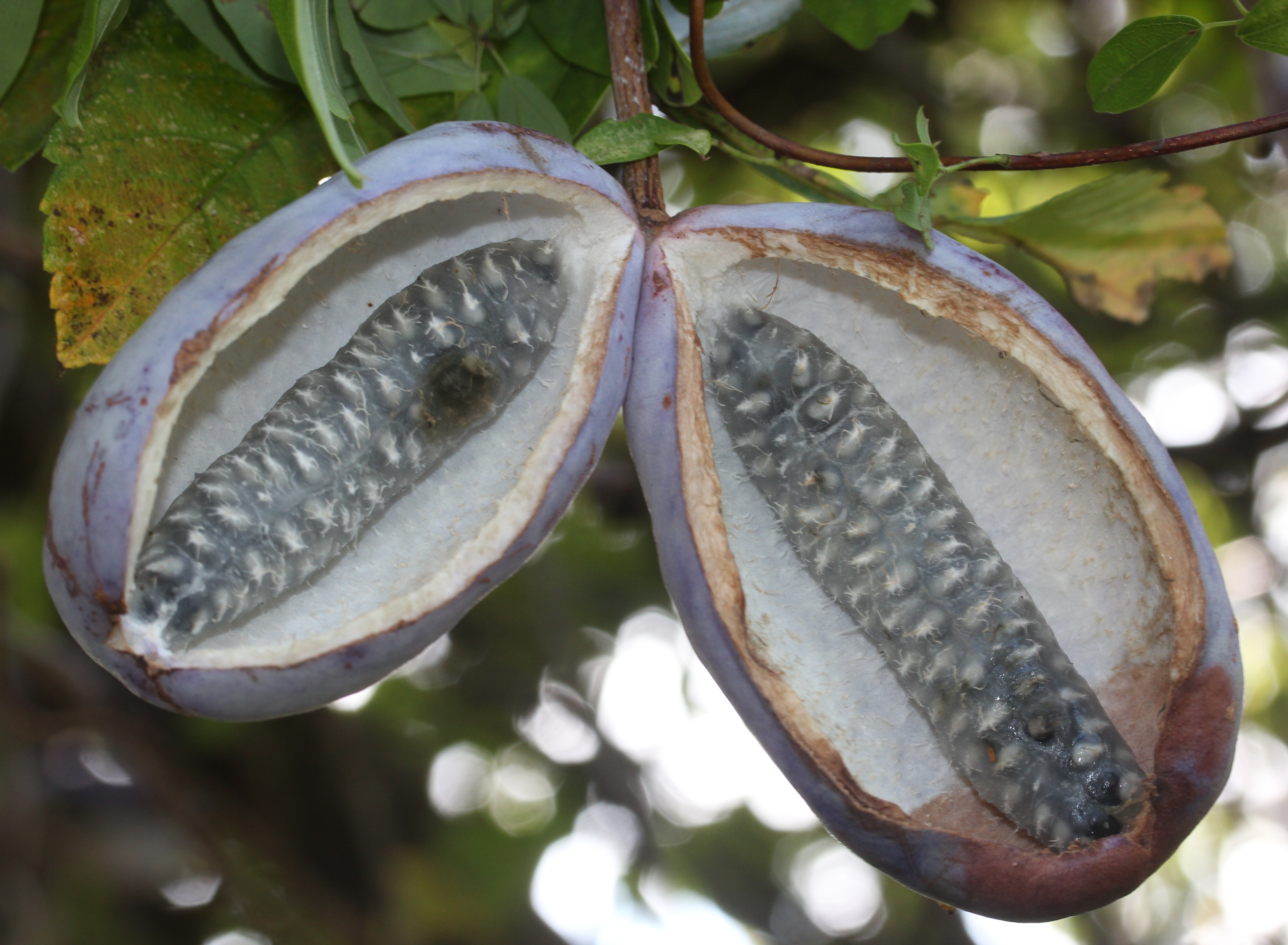
Frutti di akebia aperti

Le foglie sono conformate a "mano" con cinque fogliole. La pianta si avvolge ai tutori con i fusti volubili.
I fiori sono distinti (pianta monoica), in maschili (più piccoli) e femminili (più vistosi); in genere i fiori sono piccoli, numerosi e sfumati in tonalità di colore bianco rosato - violetto.
Pur essendo i fiori dei due sessi sulla stessa pianta, questi sono autosterili. Per l'allegagione dei frutti è necessario il polline di una pianta diversa. 
(Due varietà o cultivar diverse sono piante "diverse"; due talee della stessa pianta sono la stessa pianta).
I frutti sono follicoli allungati 8–15 cm di lunghezza, con buccia dura, di consistenza del cuoio, di colore rosato violetto; a maturità la bacca si spacca longitudinalmente esponendo la polpa, separata dalla buccia.
La polpa bianca di consistenza gelatinosa spugnosa, incorpora ed avvolge numerosissimi semi neri.
La polpa è commestibile (dolce e profumata), ma il suo consumo è problematico, data la difficoltà di separarla dai semi, presenti in quantità notevole.

## Distribuzione e habitat
L'akebia è originaria della Cina, del Giappone (tutte le isole principali tranne Hokkaido) e della penisola coreana, ma è coltivata a livello globale. 
L'akebia rappresenta una specie invasiva minore nella maggior parte della costa orientale degli Stati Uniti dove fu introdotta nel 1845 come pianta ornamentale. Questo perché la pianta non ha predatori naturali o malattie nel Nord America e può crescere incontrollata. La sua tolleranza all'ombra e la capacità di sopportare il pieno sole le permettono di adattarsi a quasi tutte le condizioni in cui viene coltivata.

## Coltivazione
L'akebia preferisce terreni sabbiosi con buon drenaggio e annaffiature regolari, sebbene sia resistente alla siccità. In alcune zone del mondo la pianta è una specie invasiva. Questa specie è considerata resistente al freddo in tutta Europa (fino a temperature tra -15 e -20 °C).
L'akebia non produce frutti se non impollinata da una pianta geneticamente diversa (ovvero, i fiori maschili della pianta madre o i fiori maschili di un clone della pianta madre non saranno in grado di impollinarne i fiori femminili). Per produrre frutti sono necessarie due varietà separate o due esemplari di akebia coltivati da semi separati.

## Usi

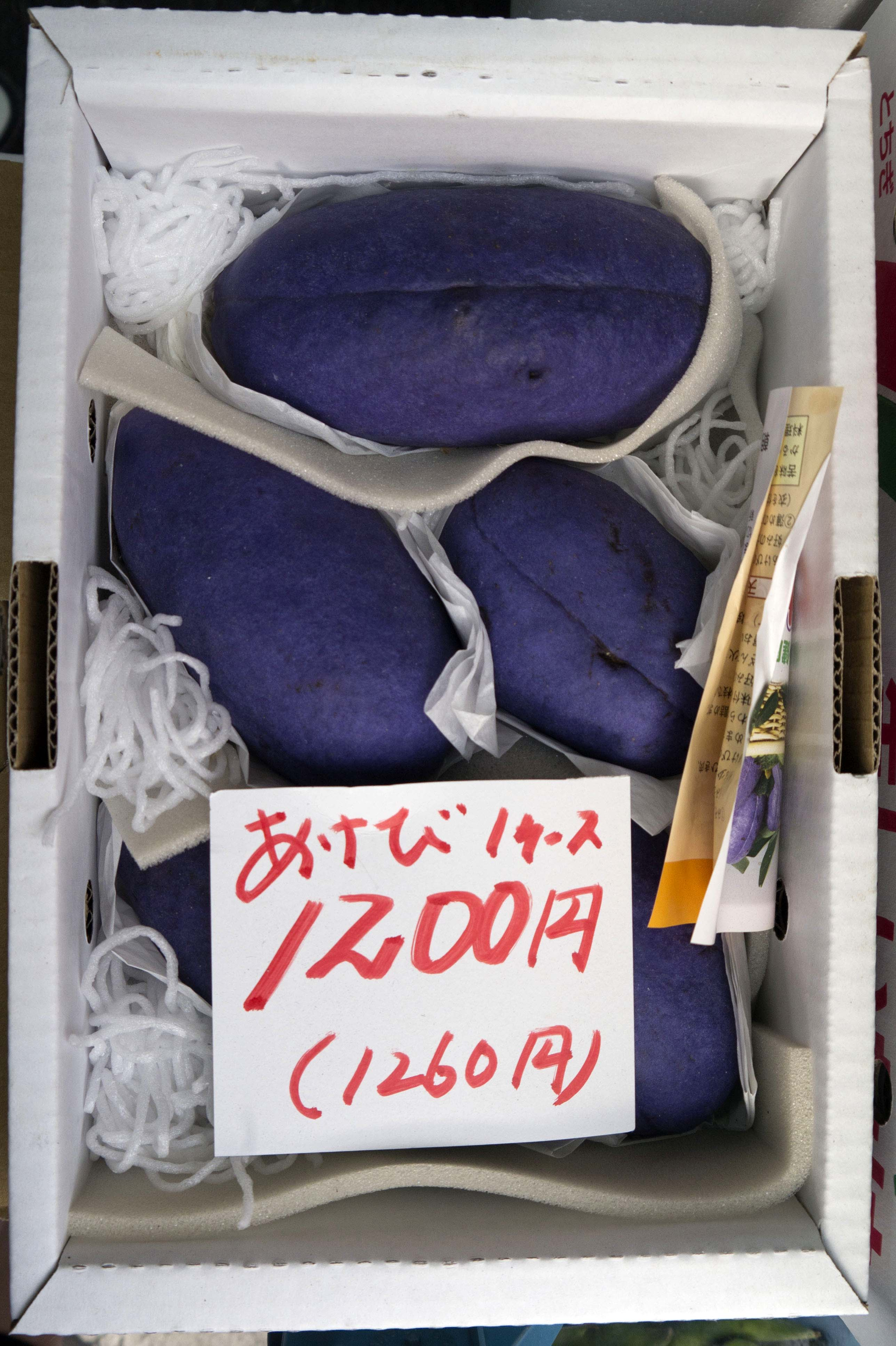
Akebia in vendita in Giappone

Il frutto contiene una polpa dolce e morbida che ricorda il frutto del drago, consumato principalmente in Giappone come prelibatezza stagionale. La buccia, dal leggero sapore amaro, viene utilizzata come verdura, farcita con carne macinata e fritta.
Spesso consumato fresco, il frutto dell'akebia è migliore dopo che si è completamente aperto naturalmente sulla pianta. La stagione della fruttificazione va da settembre a ottobre. I semi sono molto amari e se masticati possono causare irritazioni alla gola. Vengono scartati o semplicemente ingoiati interi. Il frutto può essere trasformato in marmellate, gelatine, bevande e persino aggiunto a frullati o gelati.
L'akebia viene spesso coltivata come pianta ornamentale negli Stati Uniti, Canada, Europa e Asia. Viene utilizzata principalmente per coprire i punti meno attraenti ai lati di fabbricati o come copertura del terreno per prevenire l'erosione delle colline. I fiori sbocciano generalmente in aprile-maggio e producono un aroma che ricorda il cioccolato o talvolta la vaniglia o la noce moscata.
È stato dimostrato in vitro che il consumo di akebia abbassa i livelli di colesterolo presenti nel sangue dei roditori.
Tradizionalmente, gli steli sono stati usati in Giappone per intrecciare cesti, grazie alla loro resistenza.

## Invasività
La specie è vigorosa, pollonifera ed invasiva; deve quindi essere controllata e contenuta.
Ne è vietata la importazione in Nuova Zelanda, per la sua invasività nei confronti dell'ambiente naturale.